# Isaakio
Isaakio  este un oraș în Grecia în Prefectura Evros.